# San Franciscó-i nemzetközi repülőtér
A  San Franciscó-i nemzetközi repülőtér (IATA: SFO, ICAO: KSFO) (San Francisco International Airport) az Amerikai Egyesült Államok egyik legjelentősebb nemzetközi repülőtere. San Franciscótól 21 km-re délre helyezkedik el, Millbrae és  San Bruno városok közelében. A repülőtérről járatok indulnak Amerika, Európa, Ázsia és Ausztrália nagyobb városaiba.

## Futópályák
A repülőtér futópályái:
- 01L/19R (7650 ft, 200 ft, aszfalt)
- 01R/19L (8650 ft, 200 ft, aszfalt)
- 10L/28R (11 870 ft, 200 ft, aszfalt)
- 10R/28L (11 381 ft, 200 ft, aszfalt)

## Forgalom
Az utasforgalom az elmúlt években az alábbi módon változott:
| Utasok száma | 40 101 387 | 34 632 474 | 32 744 186 | 33 581 412 | 37 453 634 | 44 477 209 | 50 067 094 | 55 832 518 | 16 427 801 | 50 196 094 |
|              | 1998       | 2001       | 2004       | 2006       | 2009       | 2012       | 2015       | 2017       | 2020       | 2023       |